# Stridulation
Stridulation är en speciell form av ljudalstring som förekommer bland vissa insekter. Ljudet uppstår när djuret gnider två ytor mot varandra. Den ena ytan har en räfflad struktur och den andra har en knöl eller annan utbuktning. Stridulering förekommer bland syrsor, gräshoppor, vårtbitare och långhorningar. 
Hopprätvingarnas stridulation kan ofta höras av människan och dess karaktär kan vara till hjälp för att skilja olika arter åt. Vanligen är det hanarna som stridulerar, men ibland kan även honorna göra det. Syftet kan vara att finna en partner eller att varna rivaliserande hannar. Även vissa andra djur, som inte är insekter, som spindlar, kan frambringa ljud genom att gnida kroppsdelar mot varandra i syfte att kommunicera. Hos spindlar är detta framkallande av ljud dock oftast inte hörbart för människan. 